# Calciumsulfid
Calciumsulfid ist ein farbloses Salz bestehend aus den Elementen Calcium und Schwefel mit der Summenformel CaS. Es kristallisiert kubisch in der Natriumchlorid-Struktur.

## Vorkommen
In der Natur kommt Calciumsulfid in Form des seltenen Minerals Oldhamit vor.

## Gewinnung und Darstellung
Es wird durch Reduktion von Calciumsulfat mit Kohle hergestellt:
{\displaystyle \mathrm {CaSO_{4}+2\ C\longrightarrow \ CaS+2\ CO_{2}} }
und kann in dem Reaktionsgemisch zu Calciumoxid und Schwefeldioxid weiterreagieren.
{\displaystyle \mathrm {3\ CaSO_{4}+\ CaS\longrightarrow 4\ CaO+4\ SO_{2}} }

## Eigenschaften
Calciumsulfid ist instabil und reagiert im Kontakt mit Wasser zu Calciumhydrogensulfid (Ca(HS)2), Calciumhydroxid (Ca(OH)2) und dem gemischten Salz Ca(HS)(OH).
{\displaystyle \mathrm {CaS+\ H_{2}O\longrightarrow \ Ca(HS)(OH)} }
{\displaystyle \mathrm {Ca(HS)(OH)+\ H_{2}O\longrightarrow \ Ca(OH)_{2}+\ H_{2}S} }
Kalkmilch Ca(OH)2, ergibt beim Kochen mit elementarem Schwefel „Schwefelkalkbrühe“, die als Insektizid und Fungizid verwendet wird. Die darin wirksame Substanz ist wahrscheinlich Calciumpolysulfid, nicht CaS.